# Супер-Юпитер

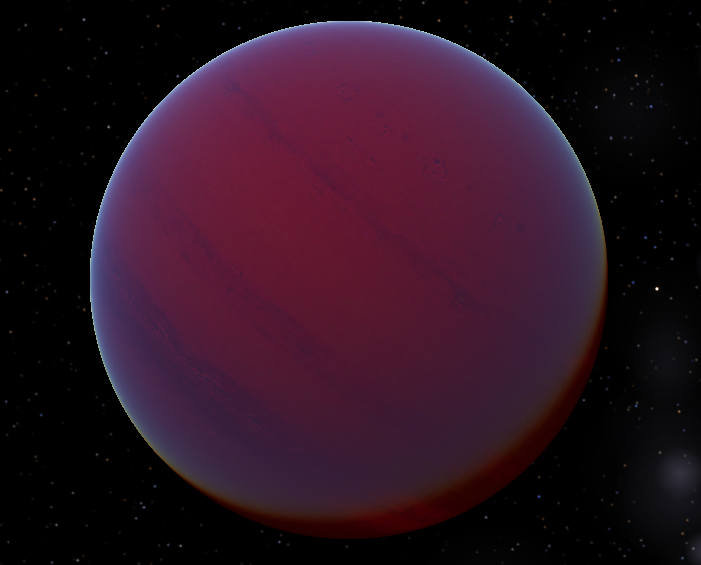
Супер-Юпитер HD 29587 b в представлении художника.

Супер-Юпитер — класс объектов на порядок массивнее Юпитера. Например, звёздные компаньоны, по массе находящиеся на границе между планетами и коричневыми карликами.
На 2011 год науке известно около 180 объектов класса супер-Юпитер с различной температурой. Объекты этого класса почти всегда примерно того же размера, что и Юпитер, при этом масса может колебаться от 10 до 80 масс Юпитера. Иногда супер-Юпитерами называют объекты и меньшей массы, от 5 до 10 масс Юпитера. Некоторые супер-Юпитеры способны поддерживать реакции термоядерного синтеза с участием дейтерия, и их можно классифицировать как коричневые карлики. Сила тяжести на поверхности и плотность при этом возрастают прямо пропорционально массе. С увеличением массы объект сжимается под воздействием собственной гравитации, что предотвращает его дальнейшее увеличение.

## Характерные представители
- Кеплер-419 c[2]
- Бета Живописца b
- HD 29587 b[англ.]